# 小行星10964
小行星10964（10964 Degraaff）是一颗绕太阳运转的小行星，为主小行星带小行星。该小行星于1971年3月26日发现。

## 轨道参数
小行星10964的轨道半长轴为2.7590858 UA，离心率为0.029。